# Florimond Ronger
Florimond Ronger znany głównie jako Hervé (ur. 30 czerwca 1825 w Houdain, zm. 4 listopada 1892 w Paryżu) – kompozytor francuski, jeden z "ojców" operetki.
Swoją muzyczną karierę rozpoczął jako organista w paryskich kościołach. Rokiem przełomowym w karierze kompozytora był rok 1848, w którym wystąpił w napisanym przez siebie intermedium muzycznym w Teatrze Narodowym. W 1951 został kapelmistrzem Theatre Boulevard du Temple. Dla tego teatru zaczął tworzyć utwory muzyczne o lekkim charakterze, muzykę sceniczną z sarkastycznym, żartobliwym, a nawet frywolnym tekstem. W 1856 roku zrezygnował z kierowania teatrem i zajął się głównie kompozycją i dyrygenturą. W sezonie 1870-1871 został dyrygentem w Empire Theater, gdzie dyrygował utworzoną na wzór straussowski orkiestrą.

## Twórczość
O ile Jacques Offenbach i Johann Strauss stworzyli operetkę klasyczną, to Hervé uważany jest za prekursora operetki. Hervè skomponował ponad 80 operetek, nie wszystkie zostały przetłumaczone na języki obce, często z obawy o utratę subtelnej francuskiej lekkości języka i dowcipu. 
Do najbardziej znanych operetek należą:
- Leoil creve (1867)
- Mały Faust (1886)
- Le nouvel Aladin
- Fla-Fla
- La noce a Nini
- Mamzell Nitouche (premiera w 1883 w Paryżu)

Skomponował również bohaterską symfonię-kantatę Walka Ashanta, muzykę baletową La rose d'amour, Diana i Cleopatra.
Za pierwszy w historii utwór operetkowy niektórzy uznają jego Don Quichotte et Sancho Panca wystawiony w paryskiej Opera National w 1848.